# ライラ・ミラ・ライラ
ライラ・ミラ・ライラ (Lila Milla Rira) は、アニメ『機動戦士Ζガンダム』に登場する架空の人物。

## キャラクター概要
地球連邦軍所属のモビルスーツ（MS）パイロットで、階級は大尉。ティターンズを快く思っていなかったが、そこに所属するジェリド・メサに戦闘技術を教え、師匠と仰がれた。ルナツー駐留の巡洋艦ボスニア所属のガルバルディ隊を率いている。ニュータイプではないが、戦闘経験から彼等を圧倒する能力を持つため、一年戦争にも参加していたとみられる。
服装は艦内では赤いノースリーブの制服を着用し、黄色のマフラーを巻いている。また、ノーマルスーツはピンク地に水色のラインが入ったものを着用している。共同戦線を張ったからか「TITANS」のワッペンが付いており、カミーユ・ビダンにティターンズ軍人と勘違いされ、否定したこともあった。口調が粗野なため上司は苦言を呈していたが、さっぱりとした性格で良識にも富み、部下からは慕われていた。
当初はメインの敵キャラクターとして終盤まで登場する予定だったが、監督の富野由悠季がライラの顔を気に入らなかったため、リテイクを加えた上に早々に退場させている。デザインを担当した安彦良和は、富野の女性キャラへのシビアな審美眼に「（富野好みの）アングロサクソン系の美女を十人描き分けられる絵描きがいたら逢ってみたいものだ」とこぼしている。
一部ゲーム作品では一年戦争時代のライラが登場し、『機動戦士ガンダム ギレンの野望 ジオン独立戦争記』ではオーガスタ研究所系統の専用パイロットスーツ、『機動戦士ガンダム ガンダムvs.Ζガンダム』の宇宙世紀モードでは当時の一般的なノーマルスーツをそれぞれ着用している。これらの関連性については不明。

## 劇中での活躍
3話にて、サイド7宙域から離脱するアーガマの足止めを命じられエゥーゴと視認すると、撃沈しようとするも失敗、撤退する。その後、ティターンズと共同戦線を張りアーガマ追撃を図るが、ジャマイカン・ダニンガンが自分より腕の劣るジェリドを指揮官に命じたことに納得がいかず、ジェリドを侮辱する。しかし彼の将来性を見込み、宇宙空間への適応の必要性を説くなど、戦闘技術を教えることになる。戦闘後、ジェリドの不甲斐なさを責めるジャマイカンに、彼を庇うような発言をしたことから和解し、飲みに行く約束まで交わすようになる。第7話では、エゥーゴの基地があるのではないかと推測し、カミーユ達の後を追ってサイド1の30バンチコロニーに侵入。カミーユを人質に取るが、ティターンズが毒ガスを用いてコロニーの住民を大量虐殺したというクワトロ・バジーナ（シャア・アズナブル）の話を聞き、動揺してカミーユを逃がして立ち去る。直後、カミーユの駆るガンダムMk-IIと交戦。エマ・シーンと同様にティターンズの非道に憤り寝返る可能性があったため、カミーユが説得するが拒否。結局、カミーユの能力に圧倒され撃墜される。最期の瞬間、真のニュータイプであるカミーユの前に自らもオールドタイプであったことを悟り、無意識の内にニュータイプに対して偏見をもっていたことを知る。ライラ撃墜によりカミーユは「アムロ・レイの再来」と誉められるが、ジェリドは彼女の死に涙し、打倒カミーユの意志をさらに燃やすこととなった。なお、グリプス戦役最終局面において、パプテマス・シロッコと対峙するカミーユを導くように一瞬登場している。
小説版では登場しないが、ジェリドの発言の中に名前が1度だけ出ている。

### 劇場版
劇場版『機動戦士Ζガンダム A New Translation -星を継ぐ者-』では、連邦軍からティターンズに所属が変更されている。また、未熟なジェリドを軽んじているようではあったが、ジャブロー降下時にジェリドがカミーユと交戦した際に、彼を庇うようなイメージで現れている。他にも、30バンチのシーンがカットされ（ノートパソコンで映像の一部が資料として登場するのみ）、最期までジェリドに「カミーユは危険だ」と呼びかけるに留まるなど、若干異なる。30バンチのシーンが削除された影響でライラは地球降下作戦に参加することになるが、フライングアーマーに乗ったガンダムMk-IIを不用意に追いかけた際、逆襲にあい戦死している。
また、降下作戦時に強襲をかけてきたシロッコのプレッシャーをカミーユやシャアと同様に、にわかに彼女も感じ取っていたような描写があり彼女にも少ながらずニュータイプの素養があるかのようなシーンが加えられている。またそれと対比して、エマは何も感じていない様子が明確に描き分けられている。

### 漫画版
漫画『機動戦士ガンダム C.D.A. 若き彗星の肖像』では、宇宙世紀0083年3月にゼブラゾーンに潜伏するジオン公国軍基地ヴァールシカ攻略のため、グリーン・ワイアット中将率いる連邦艦隊に従軍（中尉）。ジム・スナイパーIIに搭乗し、ベン・ウッダーと共にシャア・アズナブルと交戦している。

## 主な搭乗機
- RMS-117 ガルバルディβ
- RGM-79SP ジム・スナイパーII

## 搭乗艦
- ボスニア

## 担当声優
- 佐脇君枝（テレビ版）
- 藤野かほる（PlayStation用ゲーム『機動戦士Ζガンダム』、セガサターン用ゲーム『機動戦士Ζガンダム 前編 ゼータの鼓動』）
- 津田匠子（『ZERO』から『NEO』までの「SDガンダム GGENERATION」シリーズ、劇場版以前に発表された関連ゲーム作品）
- 浅野まゆみ（劇場版）